# فيلافلور (سانتا كروث دي تينيريفه)
بلدية فيلافلور (بالإسبانية: Vilaflor) هي بلدية تقع في مقاطعة سانتا كروث دي تينيريفه التابعة لمنطقة جزر الكناري جنوب غرب إسبانيا.

## الديموغرافيا
بلغ عدد سكان بلدية فيلافلور 1.831 نسمة عام 2011 (وفقاً للمعهد الوطني للإحصاء الإسباني).
| 1.616 | 1.643 | 1.774 | 1.930 | 1.900 | 1.854 | 1.831 |

## أعلام
- بيدرو دي بيتانكور